# Altendiez
Altendiez é um município da Alemanha localizado no distrito de Rhein-Lahn, estado da Renânia-Palatinado. Pertence ao Verbandsgemeinde de Diez.